# New Brunswick Route 10
Die New Brunswick Route 10 ist ein Highway in der kanadischen Provinz New Brunswick. Er beginnt im Osten der Provinzhauptstadt Fredericton und erschließt das Zentrum der Provinz. Die Route führt nach Osten nach Minto und von dort aus nach Norden. Sie umfährt dann den Grand Lake nordwärts. In Chipman führt die Route dann nach Süden bis Youngs Cove, von dort aus geht es nach Osten bis zur New Brunswick Route 2, dem Trans-Canada Highway. Von dort aus geht es nach Südosten, die Route endet dann bei Sussex an der Route 1.